# Marcus Keene
Marcus Johnny Rashaan Keene (Alemania, 6 de mayo de 1995) es un baloncestista estadounidense que pertenece a la plantilla del BC UNICS de la VTB United League. Con 1,78 metros de estatura, juega en la posición de base.

## Trayectoria deportiva

### Universidad
Nacido en un hospital militar en Alemania donde sus padres estaban destinados, y se crio en San Antonio (Texas). Jugó dos temporadas con los Penguins de la Universidad Estatal de Youngstown, en las que promedió 11,9 puntos, 2,9 rebotes, 2,5 asistencias y 1,1 tapones por partido. Keene estaba descontento con su posición en la pista, ya que actuaba como escolta cuando él quería jugar de base, y tras un partido contra Central Michigan, habló con un entrenador asistente de los Chippewas, y posteriormente solicitó ser transferido a aquella universidad.
Jugó su temporada júnior en Central Michigan, en la que acabó promediando 30,0 puntos, 4,9 asistencias y 4,5 rebotes por partido, acabando como líder de anotación de la NCAA, el primero en lograr al menos 30 puntos por partido desde hacía 20 años, cuando Charles Jones, de LIU Brooklyn lo consiguiera en la temporada 1996-97. Fue incluido en el mejor quinteto de la Mid-American Conference. Al término de la temporada, se declaró elegible para el Draft de la NBA, renunciando a su último año de universidad.

### Estadísticas
|  | Líder de la División I de la NCAA |

| Año     | Equipo           | PJ | PT | MPP  | %TC  | %3P  | %TL  | RPP | APP | ROB | TPP | PPP  |
| ------- | ---------------- | -- | -- | ---- | ---- | ---- | ---- | --- | --- | --- | --- | ---- |
| 2013–14 | Youngstown State | 22 | 1  | 16.3 | .370 | .324 | .757 | 1.9 | 2.2 | .5  | .0  | 6.5  |
| 2014–15 | Youngstown State | 32 | 32 | 34.9 | .449 | .419 | .787 | 3.5 | 2.8 | 1.1 | .1  | 15.6 |
| 2016–17 | Central Michigan | 32 | 32 | 36.8 | .447 | .368 | .819 | 4.5 | 4.9 | .8  | .0  | 30.0 |
| Total   | Total            | 86 | 65 | 30.9 | .440 | .381 | .805 | 3.5 | 3.4 | .8  | .0  | 18.6 |

### Profesional
Tras no ser elegido en el Draft de la NBA de 2017, disputó las Ligas de Verano de la NBA con Washington Wizards, donde promedió 11,2 puntos y 1,2 asistencias en los cuatro partidos que jugó. Tras no conseguir hueco en la plantilla de los Wizards, firmó su primer contrato profesional con el Cagliari Dinamo Academy de la Serie A2 italiana, donde jugó una temporada como titular, en la que promedió 18,9 puntos y 4,5 rebotes por partido.
Tras no renovar, el 7 de diciembre de 2018 firmó con los Memphis Hustle de la G League.
El 4 de julio de 2021, firma por el KK Cedevita Olimpija de la ABA Liga. El 14 de noviembre de 2021, se produce un acuerdo para su desvinculación del KK Cedevita Olimpija.
El 17 de noviembre de 2021, firma por el Pallacanestro Varese de la Lega Basket Serie A, la máxima categoría del baloncesto italiano.
El 1 de julio de 2022 fichó por el SIG Strasbourg de la LNB Pro A francesa.
El 29 de junio de 2023 fichó por el BC Prometey de la LEBL, la liga conjunta de Estonia y Letonia.
El 3 de diciembre de 2023 se anuncia su fichaje por los Beijing Ducks de la CBA.
El 5 de noviembre de 2024 fichó por el Maroussi B.C. de la A1 Ethniki griega.
El 12 de abril de 2025 fichó por el UNICS Kazan de la VTB United League rusa.